# 海德堡老桥铜猴

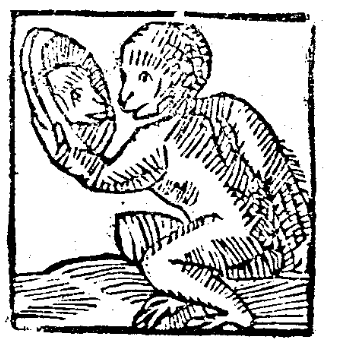
1620年海德堡老桥铜猴的绘图

海德堡老桥有猴子的说法早于1481年的记载。当时老桥的塔楼里就坐着一只石猴。楼塔是为了让过路人感到敬畏，而猴子的目的是愚弄，让人反思，并引起自我批评。猴子的后部对着对岸的美茵茨选侯国，右手摸着光腚，表达海德堡居民对美茵茨主教们的反感，增强选帝侯在他们心中的地位。不幸的是，大同盟战争中塑像跟塔楼一起被摧毁。今天的铜猴旁边依然写着17世纪马丁·蔡勒（1589－1661）的一首诗：
“嘿，你干啥在这儿瞪眼瞧着我？

难道你没有看见海德堡的老猴？/

我劝你不妨回头看看你的四周/

就会发现我的同类还有许许多多。”

## 铜雕

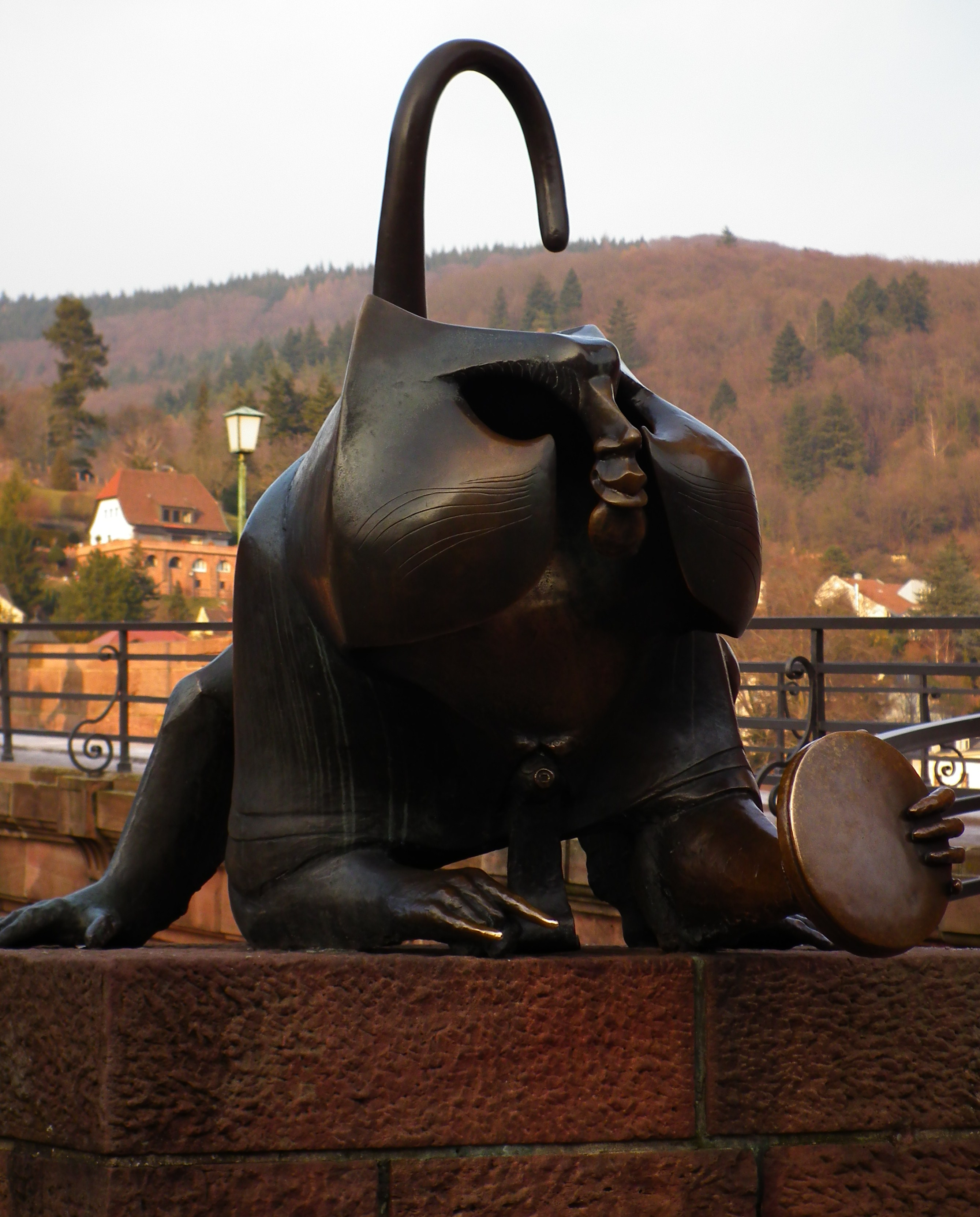
海德堡老桥头的铜猴塑像

1977年老海德堡俱乐部请格诺特·伦普夫设计猴子的铜雕，头部是空的，左手拿着一面镜子。1979年塑像安装在老桥桥头，塔楼的旁边。与石猴不同的是，猴子右手不再触摸腚部，而摆了个魔鬼之角的姿势，以防邪眼。今天塑像是一个很受欢迎旅游景点。据说游客触摸魔鬼之角会返回海德堡，触摸镜子会发财，而触摸猴子旁边的老鼠游客会养很多孩子。

## 毛绒玩具

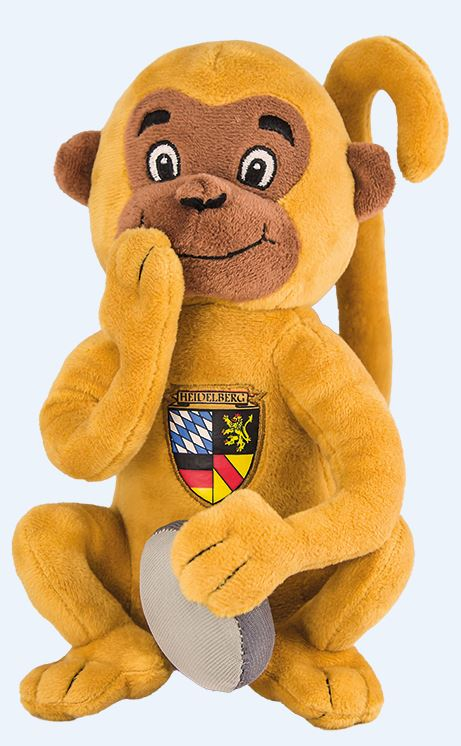
海德堡铜猴毛绒玩具

从2016年五月起，两种大小不同的海德堡铜猴毛绒玩具上市，可在海德堡老城各别小店里购买。因为毛绒玩具是给儿童设计的，猴子的右手并不触摸腚部，也不示范魔鬼之角，而是笑眯眯地捂着嘴巴。猴子胸部上有海德堡的名字和普法尔茨选侯国图章、巴登图章以及德国国旗组成的图章。